# Công ty

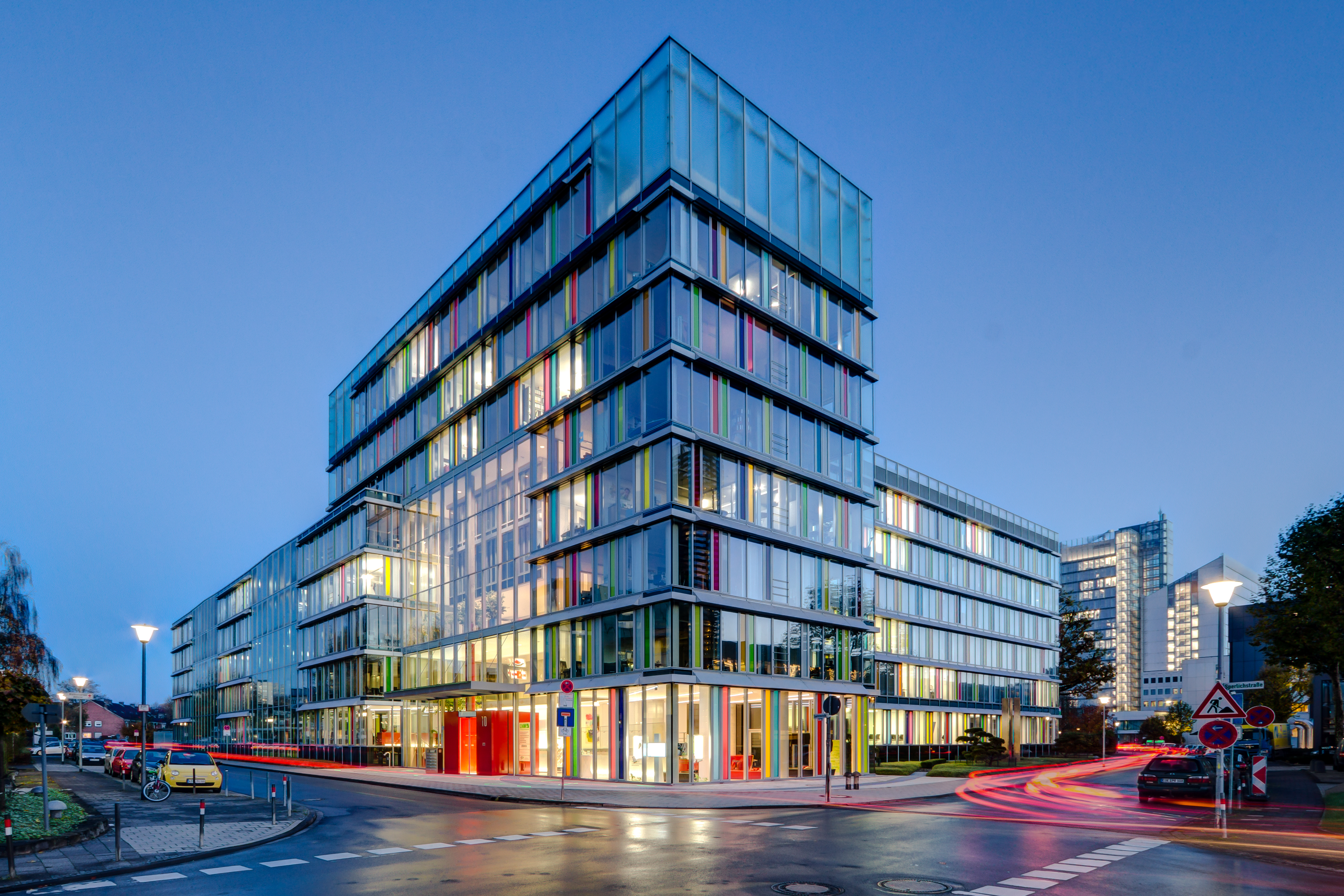
Tòa nhà văn phòng hiện đại tại Münster, North Rhine-Westphalia, Đức

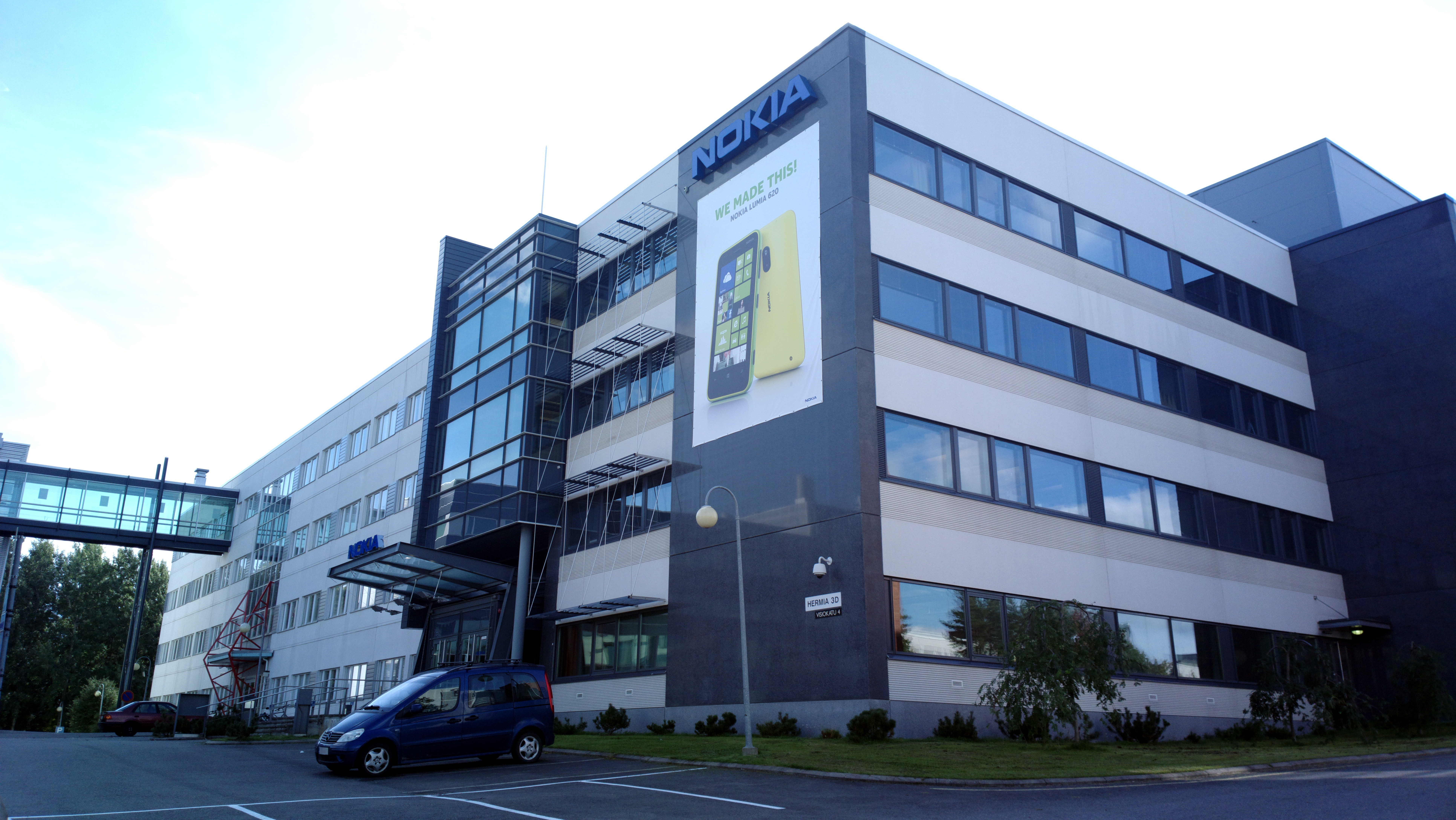
Tòa nhà văn phòng của Tập đoàn Nokia tại Hervanta, Tampere, Phần Lan

Một công ty, tường viết tắt là cty, là một thực thể pháp lý đại diện cho một tập hợp các cá nhân, bất kể là người tự nhiên, người pháp nhân hoặc sự kết hợp cả hai, với mục tiêu cụ thể. Các thành viên của công ty chia sẻ một mục đích chung và hợp tác để đạt được những mục tiêu cụ thể, được công bố trước. Công ty có nhiều hình thức khác nhau, bao gồm:
- Các tổ chức hiệp hội tự nguyện, có thể bao gồm các tổ chức phi lợi nhuận
- Các thực thể kinh doanh, mục tiêu của chúng là tạo ra lợi nhuận
- Các tổ chức tài chính và ngân hàng
- Các chương trình hoặc cơ sở giáo dục

Một công ty có thể được thành lập dưới dạng một người pháp nhân để công ty chính nó có trách nhiệm giới hạn khi các thành viên thực hiện hoặc không thực hiện nhiệm vụ của họ theo công bố công khai của công ty, hoặc chính sách được công bố. Khi một công ty đóng cửa, có thể cần phải thanh lý để tránh các nghĩa vụ pháp lý tiếp theo.
Các công ty có thể liên kết và đăng ký cùng nhau để trở thành các công ty mới; các thực thể kết quả thường được gọi là Tập đoàn.

## Ý nghĩa và định nghĩa
Công ty có thể được định nghĩa là một "nhân vật nhân tạo", vô hình, không vật chất, được tạo ra bởi hoặc dưới sự quy định của pháp luật, có tính cách pháp lý riêng biệt, kế thừa vô tận và có một con dấu chung. Trừ một số vị trí cao cấp, công ty không bị ảnh hưởng bởi sự chết, tâm thần không ổn định hoặc tình trạng phá sản của một thành viên cá nhân.

### Từ nguyên
Từ tiếng Anh "company" có nguồn gốc từ thuật ngữ tiếng Pháp cổ compagnie (lần đầu ghi nhận vào năm 1150), có nghĩa là "một hiệp hội, tình bạn, sự thân mật; một nhóm lính", xuất phát từ từ tiếng La-tinh muộn companio ("người cùng bạn ăn bánh mì"), được ghi nhận lần đầu trong Luật Salic (khoảng năm 500) như một calque của cụm từ Giê-man gahlaibo (đồng nghĩa với "cùng ăn bánh mì"), liên quan đến Tiếng Đức cổ galeipo ("bạn đồng hành") và Tiếng Got gahlaiba ("bạn cùng ăn chung").

### Ngữ nghĩa và sử dụng
Vào năm 1303, từ "company" ám chỉ đến hội nghề. Việc sử dụng thuật ngữ "company" để chỉ "tổ chức kinh doanh" được ghi nhận lần đầu vào năm 1553,
và từ viết tắt "co." có từ năm 1769.

## Các công ty trên toàn thế giới

### Trung Quốc
Theo Luật Công ty của Cộng hòa Nhân dân Trung Hoa, các công ty bao gồm công ty trách nhiệm hữu hạn và công ty cổ phần hữu hạn được thành lập tại Trung Quốc đại lục.
Ở Trung Quốc, các công ty thường do chính phủ điều hành hoặc được hỗ trợ bởi chính phủ. Các công ty khác có thể là công ty nước ngoài hoặc các tập đoàn dựa trên xuất khẩu. Tuy nhiên, nhiều công ty này đều được chính phủ quy định.

### Vương quốc Anh
Theo pháp luật Anh và các khu vực pháp lý dựa trên nó, một công ty là một cơ quan tư pháp hoặc công ty được đăng ký dưới Đạo luật Công ty hoặc các luật pháp tương tự. Các hình thức phổ biến bao gồm:
- Công ty tư nhân có trách nhiệm hữu hạn
- Công ty lợi ích cộng đồng
- Tổ chức hợp nhất từ thiện
- Công ty tư nhân có vốn góp - hình thức công ty phổ biến nhất
- Công ty công cổ phần - các công ty, thường lớn, được phép (nhưng không bắt buộc) chào bán cổ phiếu của mình cho công chúng, ví dụ trên sàn giao dịch chứng khoán

Ở Vương quốc Anh, một đối tác không phải là một công ty theo pháp luật, nhưng đôi khi có thể được gọi (theo cách không chính thức) là một "công ty". Nó có thể được gọi là một "công ty".

### Hoa Kỳ
Ở Hoa Kỳ, một công ty không nhất thiết là một tập đoàn. Ví dụ, một công ty có thể là một "công ty cổ phần, đối tác, hiệp hội, công ty cổ phần hợp danh, quỹ đầu tư, quỹ chung, hoặc nhóm tổ chức của người (có hoặc không có đăng ký), và (theo tư cách chính thức) bất kỳ người nhận, quản lý tiếp nhận, quản trị phá sản, quan chức tương tự hoặc đại diện thanh lý, cho bất kỳ trường hợp nào trong số các trường hợp trên".

### Việt Nam
Theo Luật Doanh nghiệp của Việt Nam, các loại hình công ty phổ biến nhất bao gồm:
1. Công ty trách nhiệm hữu hạn: với số thành viên thấp nhất là 2 người và cao nhất là 50 người, không được quyền phát hành cổ phiếu.
2. Công ty trách nhiệm hữu hạn một thành viên: là doanh nghiệp do 1 tổ chức hay cá nhân làm chủ sở hữu, không được quyền phát hành cổ phiếu.
3. Công ty cổ phần: số thành viên ít nhất là 3, cao nhất không giới hạn, được quyền phát hành cổ phiếu.
4. Công ty hợp danh: có ít nhất 2 thành viên, buộc phải là cá nhân, không được quyền phát hành cổ phiếu.
5. Doanh nghiệp tư nhân: do một cá nhân làm chủ, chịu trách nhiệm bằng toàn bộ tài sản, mỗi cá nhân chỉ được lập duy nhất một doanh nghiệp tư nhân.
6. Nhóm công ty: là một tập hợp các công ty có mối quan hệ gắn bó lâu dài với nhau về lợi ích kinh tế, công nghệ, thị trường và các dịch vụ kinh doanh khác. Nhóm công ty bao gồm các hình thức sau đây:

- Công ty mẹ - công ty con.
- Tập đoàn kinh tế.
- Doanh nghiệp nhà nước (quốc doanh)
- Các hình thức khác.